# Sportingbet
Sportingbet Plc es una compañía internacional dedicada a las apuestas en línea y a los juegos de azar por Internet, con sede social en Londres y que opera bajo licencias del Reino Unido, Gales, Australia, Alderney, Italia y Antigua.
La empresa cotiza en el AIM de la Bolsa de Valores de Londres bajo el símbolo SBT.

## Historia
Fundada en 1998 por Mark Blandford, Sportingbet fue la primera compañía del Reino Unido en ofrecer apuestas libres de impuestos a través de Internet.[cita requerida]
En enero de 2001 Sportingbet comenzó a cotizar en el Alternative Investment Market (AIM) de la Bolsa de Londres.
En mayo de 2000 adquiere Betmaker.com, una casa de apuestas en línea basada en Costa Rica, y en julio de 2001, sportsbook.com, los cuales le proporcionan un acceso al mercado estadounidense.
En marzo de 2003 se inauguran las primeras versiones internacionales en turco y alemán, seguidas por el lanzamiento de la web de Australia en julio. 
En agosto de 2004 Sportingbet es clasificado[¿quién?] como el primer operador de apuestas mundial,[cita requerida] clasificación que obtendría de nuevo en 2005.[cita requerida]
Sportingbet adquirió ParadisePoker.com, una de las webs de póquer más veteranas en Internet, en noviembre de 2004
En marzo de 2006 Sportingbet se convierte en patrocinador oficial de la Liga Europea de Baloncesto, que engloba a 24 equipos de 13 países.
El 12 de octubre de 2006 vende todos sus activos en Estados Unidos.
Durante 2007, la casa rival de apuestas en línea, la austriaca Bwin, hace una oferta de compra a Sportingbet, quien finalmente la desestima en julio.
En 2008 el grupo Sportingbet adhirió el portal de apuestas español miapuesta.es, a la red internacional de sportingbet.com.

## Actividades
Sportingbet tiene como principal línea de actividad las apuestas deportivas que incluyen prácticamente todos los deportes: fútbol, tenis, baloncesto, automovilismo (Fórmula 1, Rally), balonmano, golf, ciclismo, atletismo, voleibol, boxeo, rugby, fútbol americano, béisbol, crícket, carreras de caballos, carreras de galgos, billar, dardos, etc.
Desde 2004 también ofrece a sus usuarios un casino en línea (ParadiseCasino), póquer en línea (ParadisePoker) y diferentes juegos de azar interactivos.

## Modelo de gestión
Sportingbet posee varios sitios web a nivel nacional e internacional, en países como España, Alemania, Francia, Australia, Brasil o Turquía. 
Para gestionar su red internacional utiliza un sistema similar a la franquicia a través de filiales y compañías asociadas, por el que operadores independientes pueden hacer uso del software centralizado de Sportingbet y ofertar toda la gama de productos en sus propias webs.

## Operaciones en Estados Unidos
Gracias a las adquisiciones y creación de portales de Internet en Estados Unidos, entre los que se contaban algunos de gran difusión como Sportsbook.com o Sports.com, Sportingbet consiguió crear un negocio altamente lucrativo en este país, que mantuvo durante varios años.
A pesar de operar dentro del marco legal, en septiembre de 2006 Peter Dicks, uno de los directivos de la compañía, es arrestado por sorpresa en Nueva York bajo una orden de búsqueda y captura emitida por el Estado de Nueva Orleans por "apostar con ordenadores". El arresto se produjo dos meses después del de David Carruthers, presidente de la firma rival BetonSports. Sin embargo, las autoridades neoyorquinas le ponen en libertad inmediatamente y deniegan su extradición a Nueva Orleans. Dicks acabó dimitiendo de su cargo poco después.
Debido a este incidente y tras la aplicación del Unlawful Internet Gambling Enforcement Act por el Congreso de Estados Unidos, Sportingbet decide vender todos sus activos en dicho país el 12 de octubre de 2006, por un valor total de 1 dólar a Jazette Enterprises Ltd, prácticamente regalando así un negocio de dimensiones gigantescas, pero evitando unos gastos de cierre que hubieran supuesto un desembolso de más de 27,2 millones de dólares.
En marzo de 2007 Sportingbet llega a un acuerdo con el Gobierno de Nueva Orleans, quien retira todos los cargos contra la compañía a cambio de una suma de 400 000 dólares.

## Operaciones en España
Después de la regulación del juego realizada en España en el año 2012, Miapuesta.com comenzó a operar como Miapuesta.es, después de que en 2013 el Grupo SportingBet fuera comprado por William Hill. Miapuesta ha dejado de operar en España desde octubre de 2013.